# Ранвир Синх
Ранвир Синг (на хинди: रणवीर सिंह भवनानी; на английски: Ranveer Singh Bhavnani) е индийски актьор, участващ в редица филми на Боливуд.

## Биография
Роден е на 5 юли 1985 г. в Мумбай, Махаращра, Индия в семейството на Анджу и Джагджит Синг Бавнани. Има по-голяма сестра Ритика Бавани.
Заминава за САЩ, където завършва Университета на Индиана със специалност „Изкуства“, но не след дълго се завръща в Индия, за да преследва мечтата си да стане актьор.
Има връзка с актрисата Дипика Падуконе, като я обявяват публично. Преди това е имал афера с екранната си партньорка от „Сватбена церемония“ – Анушка Шарма.

## Кариера
През януари 2010 г. е повикан от главния кастинг директор на „Yash Raj Films“ на прослушване. Скоро след това разбира, че е избран за главна роля във филма Сватбена церемония, в който си партнира с Анушка Шарма и за който получава награда „Filmfare“ за дебют. Следват два не чак толкова успешни проекта: Дами срещу Рики Бахъл и Разбойник.
През 2013 г. в която е големият му пробив с филма „Рам и Лийла: Любов и куршуми" („Goliyon Ki Raasleela Ram-Leela"), в който си партнира с актрисата Дипика Падуконе. Филмът се превръща в истински блокбъстър, а екранната двойка Ранвир-Дипика става любима на всички заради химията между тях на екрана, която впоследствие се пренася и в живота. Следват успешни проекти като Gunday, където си партнира с Арджун Капур и Приянка Чопра и Нека сърцебиенето, където си партнира с Анил Капур.
В края на 2015 година излиза филмът „Баджирао и Мастани" („Bajirao Mastani“) в който екранна партньорка отново е Дипика Падуконе. Филмът има глобален успех и носи приходи от над 53 милиона долара, като се нарежда на едно от първите места сред най-успешните боливудски продукции. Ролята на пешва (министър-председател) Баджирао му носи и следващата голяма награда за главна мъжка роля, а филмът обира всички останали награди в различните категории.
Ранвир Синг е известен и с драстичните си трансформации за ролите, в които се превъплъщава. За ролята си в „Баджирао и Мастани" се изнася от дома си и за 21 дни се премества в хотел като е в пълна изолация.

## Филмография
| Година | Филм                           | Роля                   |
| ------ | ------------------------------ | ---------------------- |
| 2010   | „Сватбена церемония"           | Биту Шарма             |
| 2011   | „Дами срещу Рики Бахъл"        | Рики Бахъл             |
| 2013   | „Разбойник"                    | Варун Шривастав        |
| 2013   | „Рам и Лийла: Любов и куршуми" | Рам Раджари            |
| 2014   | „Gunday"                       | Бикрам Бозе            |
| 2014   | „Finding Fanny"                | Габо                   |
| 2014   | „Убий сърце"                   | Дев                    |
| 2015   | „Нека сърцето бие"             | Кабир Мехра            |
| 2015   | „Баджирао и Мастани"           | пешва Баджирао I Балал |
| 2016   | „Безгрижен"                    | Дарам Гулати           |
| 2017   | „Падмват(и)"                   | Алауддин Килджи        |

## Награди и номинации
Ранвир Синг получава множество награди и номинации за филмите, в които участва, но най-важните от тях са две: за дебют за ролята си във филма „Band Baaja Baaraat“ и тази за ролята му на пешва Баджирао във филма „Баджирао и Мастани“.